# Pub Golf
 (septembre 2021).
 (juillet 2017).
Si vous disposez d'ouvrages ou d'articles de référence ou si vous connaissez des sites web de qualité traitant du thème abordé ici, merci de compléter l'article en donnant les références utiles à sa vérifiabilité et en les liant à la section « Notes et références ».

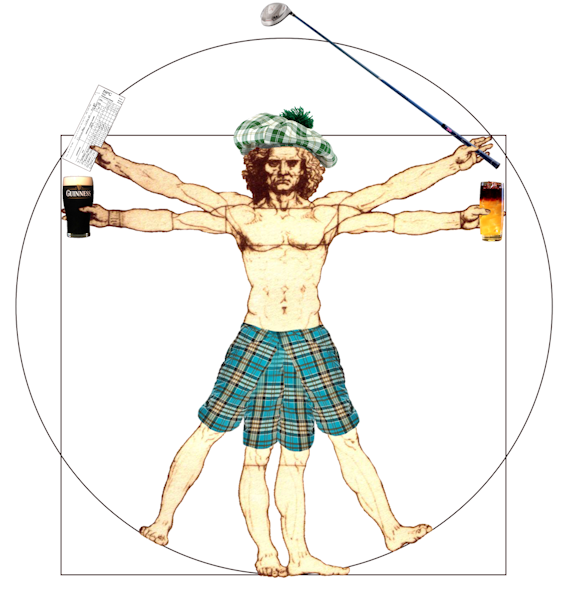
Pub Golf.

Le Pub Golf ou Bar Golf est un jeu à boire d'origine anglo-saxonne consistant à sélectionner entre 9 et 18 pubs ou bars, formant ainsi un « parcours ». Le Pub Golf peut être considéré comme un barathon scénarisé. Malgré son nom le Pub Golf ne nécessite pas de terrain de golf.

## Règles
S'inspirant du golf, le Pub Golf reprend la notion de parcours de 9 ou 18 « trous » où chaque pub ou bar est considéré comme un « trou » et pour lequel un type de boisson auquel est associé un par (allant de 1 à 5, il représente le nombre de gorgées nécessaires pour les finir) est déterminé avant le début du jeu. Pour un shooter, par exemple, un « par 1 » peut tout à fait convenir. Les bars à visiter au fil du parcours sont déterminés à l'avance et numérotés ; les numéros correspondent à l'ordre selon lequel les bars doivent être visités. 
Un temps limité pour chaque «trou» doit aussi être déterminé avant le début de la partie. Trente minutes par pub/bar est généralement suffisant, mais cela dépend du nombre de joueurs et de leur degré d'implication.
Il y a plusieurs variantes de pub golf, dont certaines ajoutent des « obstacles » au parcours. Pour certains trous, on peut ajouter un « obstacle toilettes », signifiant qu’il est interdit d’utiliser les toilettes du pub, sous peine de se voir attribuer un coup de pénalité sur sa fiche de score,.

## Marque
Les scores sont inscrits sur des cartes de score individuelles et chaque participant note le nombre de gorgées/coups/bascules nécessaires pour terminer chaque boisson à chaque trou. Si le nombre de gorgées/coups/bascules est le même que le par attribué pour le trou concerné, alors le joueur se voit attribuer un par (4 pour un par 4, 5 pour un par 5…). Pour autant, les boissons peuvent être bues en moins de coups/gorgées/bascules, et le joueur inscrira alors sur sa fiche de score le nombre de gorgées qui ont été nécessaires. Le but, comme au golf, est de terminer le jeu avec le score le plus bas. Il est d’usage de mettre en jeu des récompenses ou un système de gage, afin de motiver les joueurs.

## Pénalités
Comme dans tout jeu, certaines actions entraînent automatiquement une pénalité d'un ou plusieurs coups supplémentaires lors du non-respect des règles par un joueur. Ces pénalités, qui doivent être préalablement définies et acceptées par tous les joueurs, seront ajoutées à la fiche de score.
Bien qu'il n'existe pas de règles officielles, on trouve généralement les pénalités suivantes:
- +1 coup = Renverser un verre
- +1 coup = Aller aux sanitaires malgré un « obstacle toilettes »
- +2 coups = Tomber
- +2 coups = Pour chaque trou manqué
- +2 coups = Refuser une boisson/se faire expulser d'un bar
- +5 coups = Tricher
- +10 coups = Vomir
- +20 coups = Se battre au cours du jeu

## Gages
Le joueur qui termine la partie en dernière position se voit attribuer un gage. Cela ajoute un élément d'intérêt au jeu et le rend plus excitant. Les participants font de leur mieux pour éviter de recevoir le gage, car celui-ci est souvent embarrassant.
L’un des gages les plus répandus consiste à obliger la personne ayant terminé à la dernière place à se rendre dans un lieu public dans sa tenue de pub golf, tel que son université ou son lieu de travail. Dans tous les cas, les gages, quels qu’ils soient, doivent être définis avant le début de la partie et être acceptés par tous les participants. Le refus d’accomplir un gage entraînerait l'exclusion du joueur des prochains Pub Golfs.

## Tenue
Il n'est pas obligatoire de pratiquer le Pub Golf en tenue de golfeur, mais il est fortement recommandé que tous les participants s'y conforment. Cela ajoute une touche amusante et contribue à l'ambiance du jeu. Le port d'une visière, d'un polo coloré ou d'un pull jacquard, d'un pantalon de golf et surtout d'un gant de golf est vivement conseillé lors du Pub Golf. Le fait de porter des tenues distinctives facilite également l'identification des joueurs tout au long du jeu dans chaque pub, et contribue à promouvoir la pratique du Pub Golf.

## Lieu
Pour jouer au Pub Golf, il faut trouver une zone comprenant 9 ou 18 pubs/bars, tous à distance de marche les uns des autres. Généralement, l’itinéraire est déterminé à l’avance, en tenant compte des horaires de fermeture des différents établissements concernés. Si le parcours impose de prendre une voiture, soit un conducteur est désigné à l’avance et restera sobre (et servira donc de caddie), soit les participants décident de prendre un taxi.

## Ligues, tournois et associations
Facebook et Myspace disposent tous deux d'une « Pub Golf Appreciation Society », qui a été créée afin de promouvoir et de favoriser la pratique du Pub Golf. Les membres de ces groupes peuvent partager des photos, discuter et planifier des futures sessions de jeu.
Il existe également une application « Pub Golf », produite par Bright Barnacle.
Le site francophone Verre à part propose des explications, et une feuille de marque permettant d'organiser et de pratiquer le Pub Golf.